# 翠平湖
翠平湖，又称共产主义水库。是位于中国江西省乐平市东部，是一座集灌溉、防洪、发电、养殖和旅游为一体综合性树立工程，也是江西省的大型水库之一。2004年，翠平湖水利风景区被列入“国家水利风景区” 。

## 历史
1958年9月，共产主义水库开工建设，1960年3月竣工。建设时淹没耕地12100亩，迁移人口4563人。水库工程分为大坝枢纽工程和渠系工程两大部分。枢纽工程包括主坝及副坝、主溢洪道、次溢洪道、涵管等。

## 地理
坐落在景德镇市东南部（乐平市）。

### 水文
平均水深8米。